# Amina Srarfi

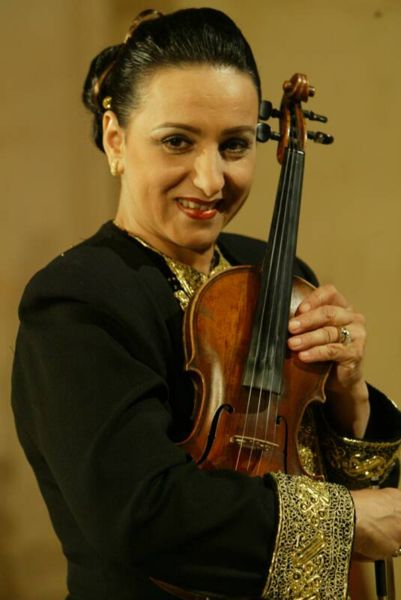
Amina Srarfi

Amina Srarfi (* 1958 in Tunis) ist eine tunesische Violinistin und Dirigentin.
Amina Srarfi studierte in Tunis, Paris und Nizza. Bis 1999 war sie Mitglied des Symphonie-Orchesters von Tunis. 1992 gründete Srarfi die tunesische Frauen-Musikgruppe El Azifet, die sie seither leitet und mit der sie als Botschafterin der arabo-andalusischen Musik Tunesiens unter anderem in London, Paris, Kairo, New York, Rom und Madrid auftrat. Zudem gründete sie das erste private Konservatorium Tunesiens, das Conservatoire Kadour Srarfi de Musique et de Danse. 1993 wurde Amina Srarfi anlässlich der nationalen Kulturtage von Präsident Zine el-Abidine Ben Ali als Officier du Mérite Culturel ausgezeichnet.